# 清圣训
清圣训，清朝皇帝的训谕编集，明朝的训谕编集叫《宝训》。

## 成書經過
新皇帝登基後，命史官编纂前任皇帝的《实录》和《圣训》。光绪帝和宣统帝的训谕都没有编成圣训，只有《德宗景皇帝实录》和《宣统政纪》。

## 书目
- 《太祖高皇帝圣训》四卷，康熙二十五年敕编。
- 《太宗文皇帝圣训》六卷，顺治时敕编，康熙二十六年告成。
- 《世祖章皇帝圣训》六卷，康熙二十六年敕编。 
  - 《亲政纶音》不分卷，顺治时敕编。
- 《圣祖仁皇帝圣训》六十卷，雍正九年敕编。 
  - 《庭训格言》不分卷，清世宗御编。
  - 《谕广训》不分卷，雍正二年敕刊。
  - 《上谕内阁》一百五十九卷。 雍正七年敕刊，乾隆时续刊。
  - 《硃批谕旨》三百六十卷。 雍正十年敕编，乾隆三年告成。
  - 《上谕八旗》十三卷，雍正九年敕编。
  - 《上谕旗务议覆》十二卷，雍正九年敕编。
  - 《谕行旗务奏议》十三卷，雍正九年敕编。
  - 《训饬州县条规》二十卷，雍正八年敕刊。
- 《世宗宪皇帝圣训》三十六卷，乾隆五年敕编。
- 《高宗纯皇帝圣训》三百卷，嘉庆十二年敕编。
- 《仁宗睿皇帝圣训》一百十卷，道光四年敕编。
- 《宣宗成皇帝圣训》一百三十卷，咸丰六年敕编。
- 《文宗显皇帝圣训》一百十卷，同治五年敕编。
- 《穆宗毅皇帝圣训》一百六十卷，光绪五年敕编。